# 拉斯罗萨斯-德马德里
拉斯欧萨斯-德马德里（西班牙語：Las Rozas de Madrid），是西班牙马德里自治区的一个市镇。总面积58平方公里，总人口95,071人（2017年），人口密度1600人/平方公里。

## 人口
| 拉斯罗萨斯-德马德里历史人口变化 |
| ------------------------------- |
|                                 |

## 图集

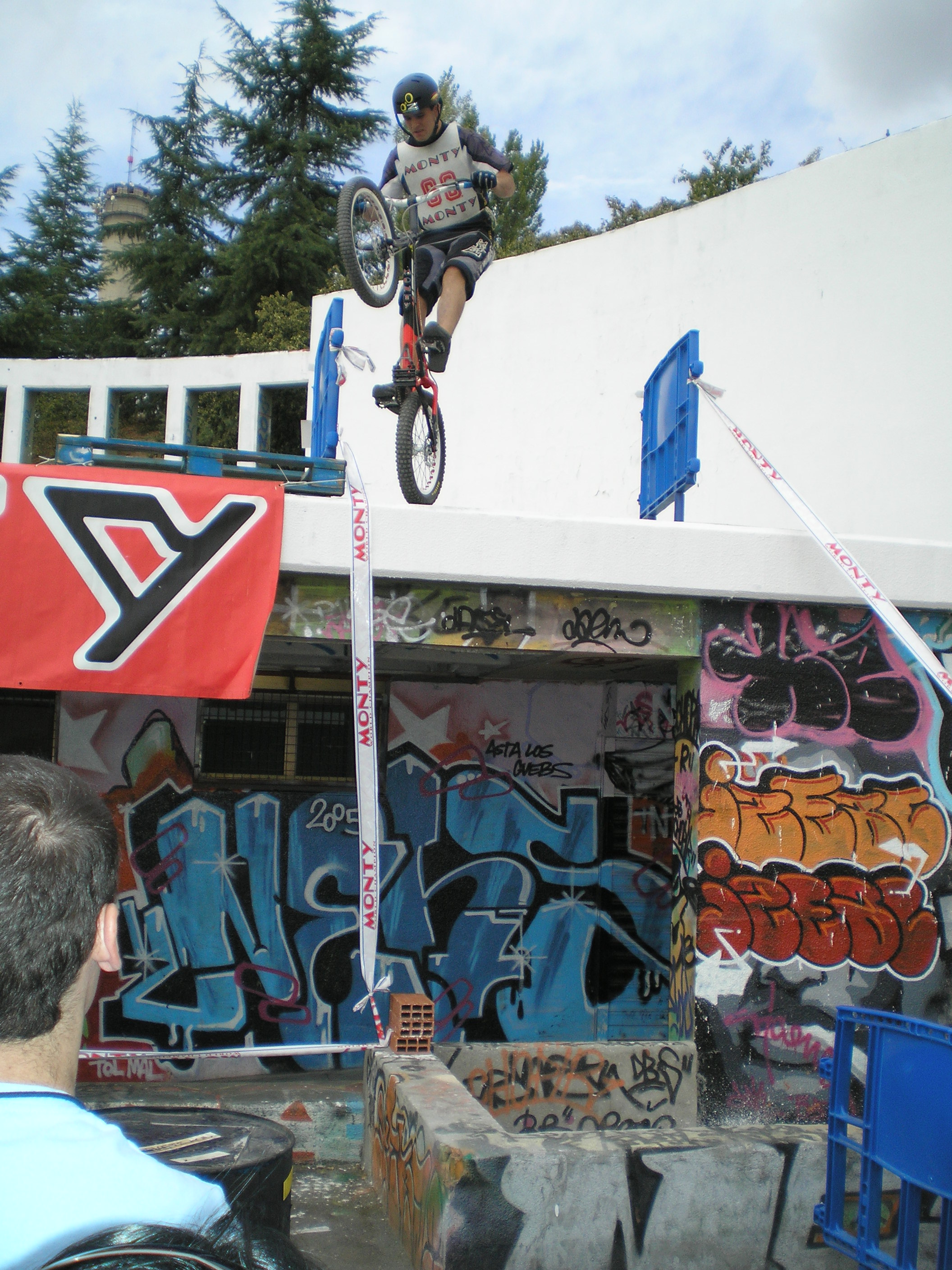
festibike
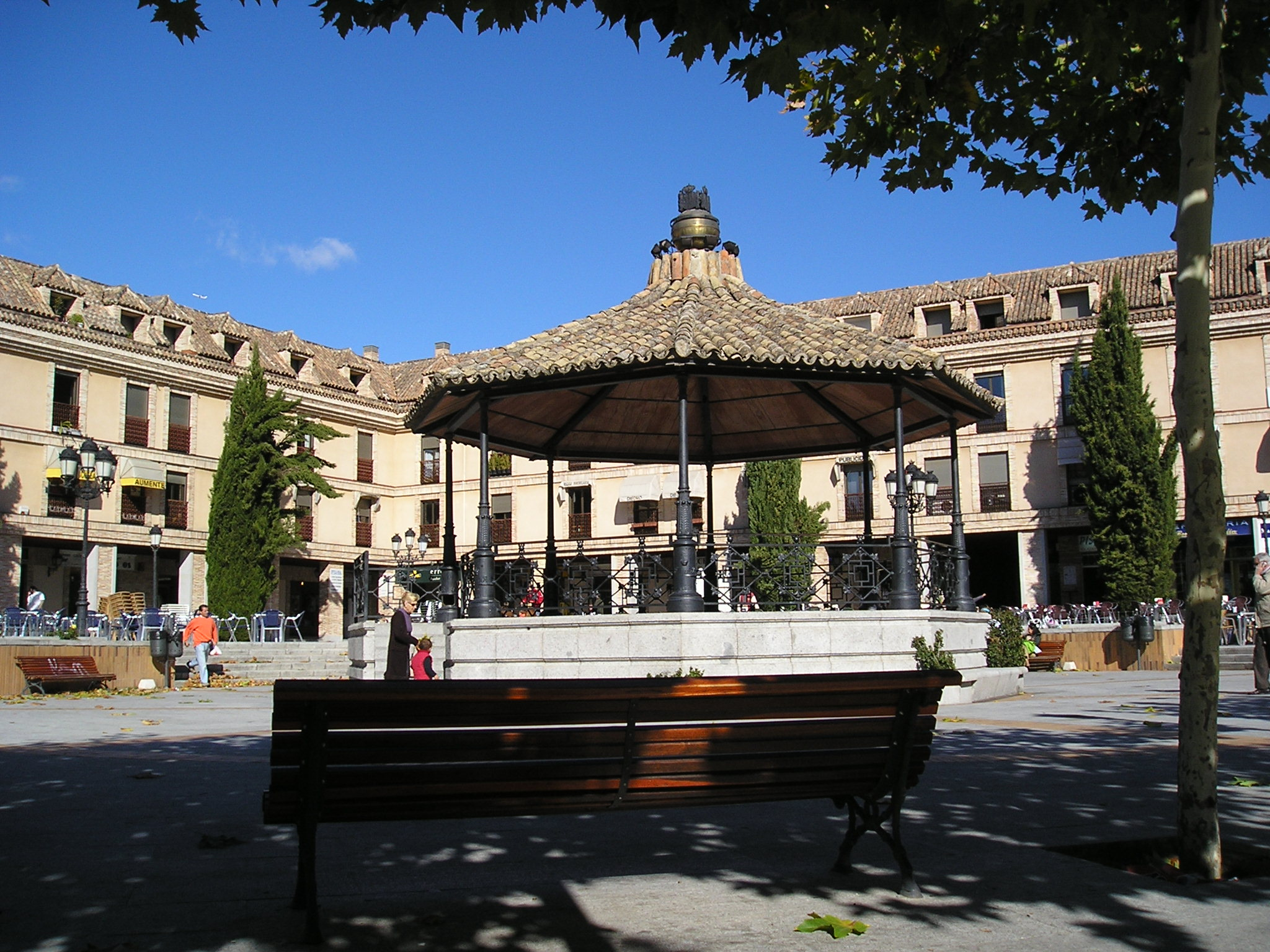
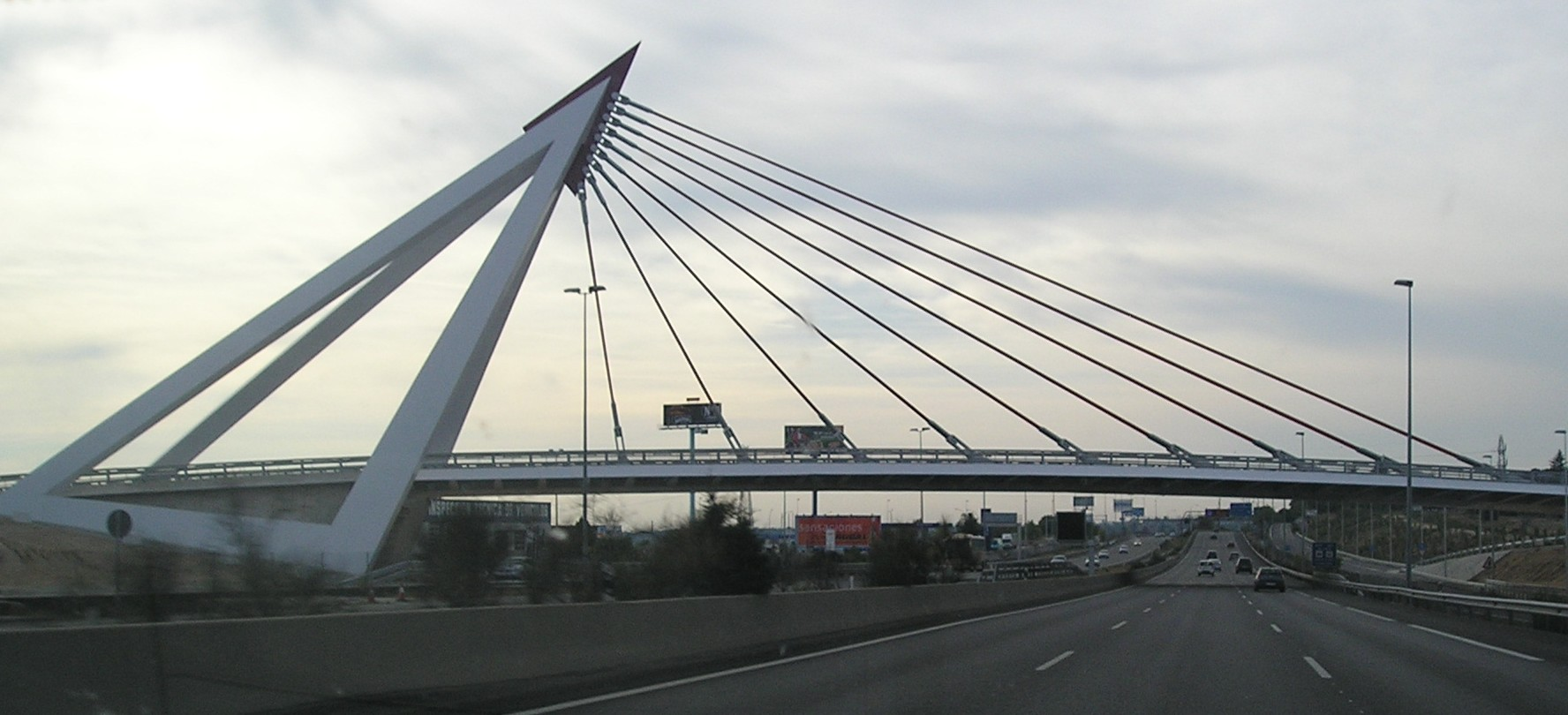